# Münster Unserer Lieben Frau (Lindau)

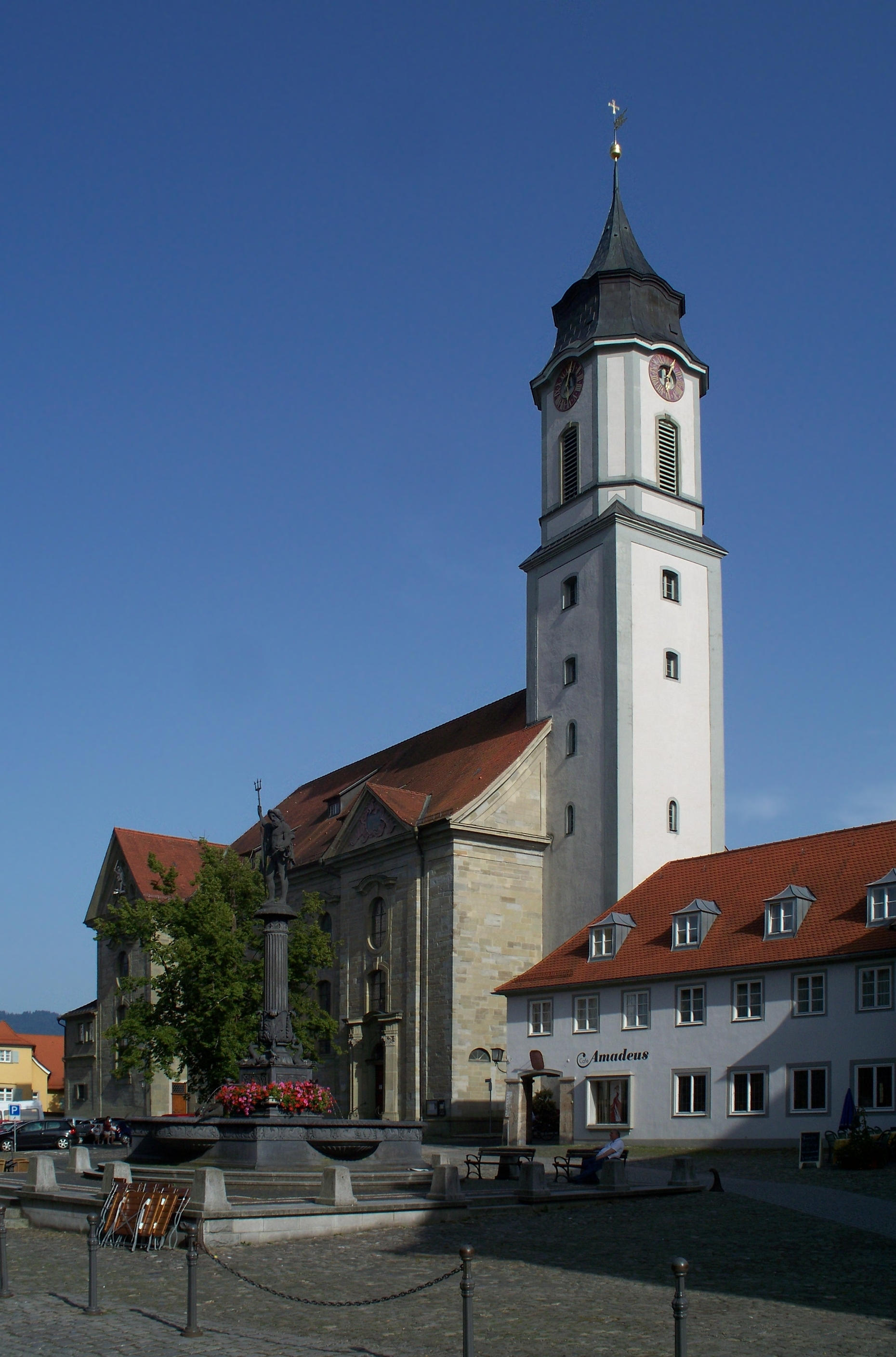
Münster Unserer Lieben Frau, Lindau

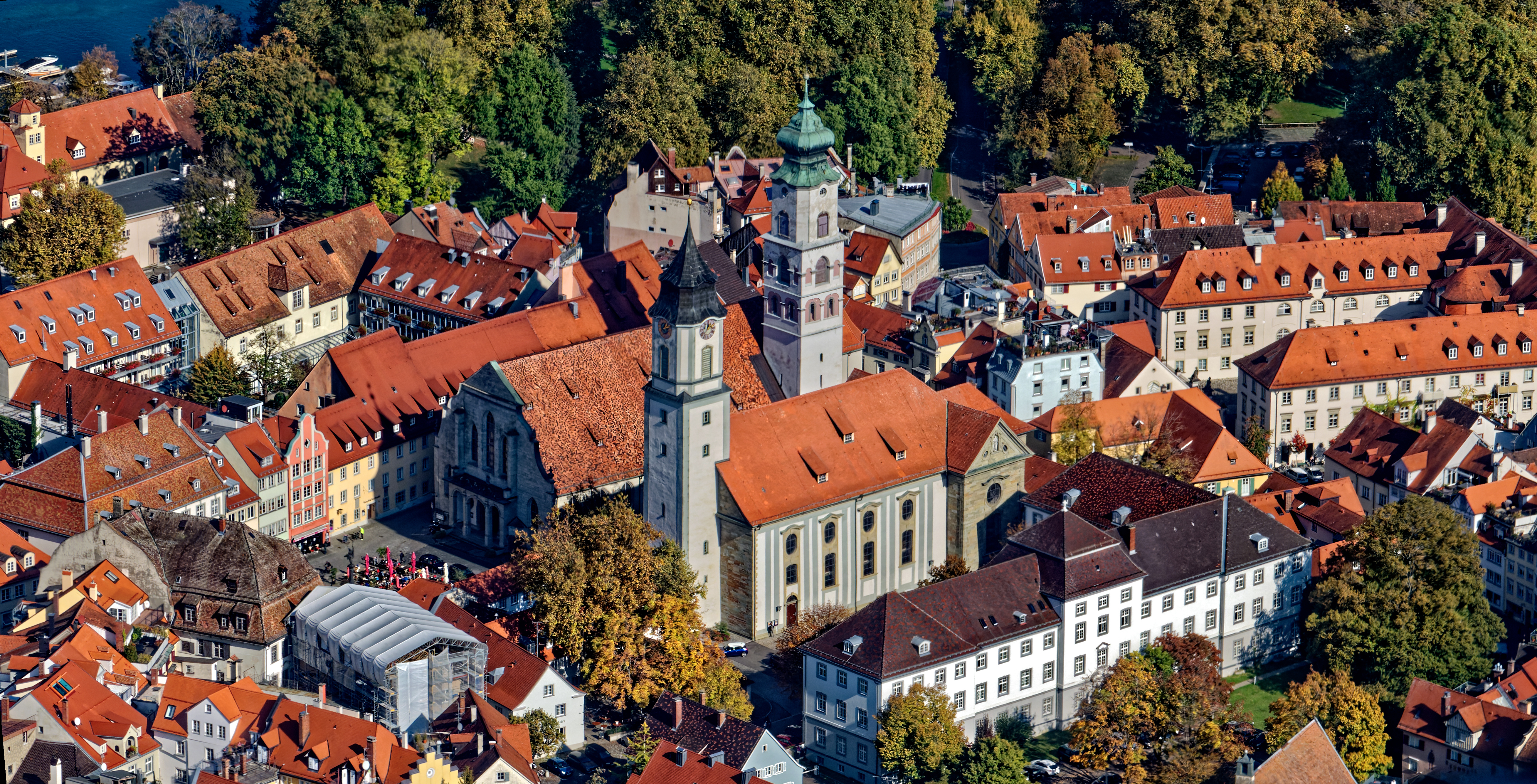
Blick aus dem Zeppelin auf die Altstadt mit Münster und St. Stephan.

Das Münster Unserer Lieben Frau, auch St. Marien oder bis 2002 Stiftskirche genannt, ist die römisch-katholische Stadtpfarrkirche von Lindau im Bodensee. Sie steht am Marktplatz, im östlichen Bereich der Insel Lindau.

## Geschichte
Die Ursprünge des Münsters reichen bis ins Jahr 810 zurück. 1000 Jahre lang war es die Kirche des Kanonissenstifts Lindau.
Nach dem Stadtbrand von 1728 wurde in den Jahren 1748 bis 1752 die heutige Kirche errichtet. Architekt war der Barockbaumeister Johann Caspar Bagnato, der auch das Schloss und die Kirche auf der Insel Mainau und das Neue Schloss in Meersburg entwarf. Die verwitwete Fürstäbtissin Therese Wilhelmine von Pollheim-Winkelhausen († 1757) stiftete für diesen Zweck ihr gesamtes Vermögen. Ihr Wappen befindet sich an zentraler Stelle über dem Chorbogen.
1922 stürzten das Dach und die Decke des Kirchenschiffs infolge eines Großbrandes, bei dem unter anderem auch die Orgel einen Totalschaden erlitt, ein. Bei diesem Brand wurden auch die Deckenfresken von Giuseppe Appiani aus dem Jahr 1749 vernichtet. Für den Wiederaufbau wurde 1925 der Münchner Künstler Waldemar Kolmsperger der Ältere mit der Wiederherstellung der barocken Deckenfassung beauftragt.
Am Morgen des 28. September 1987 stürzte die Unterseite der Langhausdecke samt Deckenfresken großflächig vom Holztragwerk ab und beschädigte Gestühl, Orgel sowie weitere Ausstattungsgegenstände der Kirche schwer. Nach fünfjährigen Bau- und Restaurierungsarbeiten konnte die Kirche am  7. Juli 1992 wieder für das Publikum geöffnet und am 9. Mai 1993 mit einem Festgottesdienst durch Bischof Viktor Josef Dammertz eingeweiht werden. Die Deckenfresken wurden von Josef Lorch restauriert.
2002 erhob der damalige Augsburger Bischof Viktor Josef Dammertz die Stiftskirche zum Münster.

## Architektur
Die Stiftskirche ist ein äußerlich geradliniger Saalbau mit kurzem Querhaus, rechteckigem Chor und einem im Grundriss quadratischen Turm, dem ein Obergeschoss mit abgeschrägten Ecken und einer schlichten Haube aufgesetzt ist. Im Inneren bewirken an den Seitenwänden hohe zweigeschossige Bogenöffnungen mit Durchgangsverbindungen zwischen den Doppelsäulen den Eindruck der Dreischiffigkeit. Das Langhaus ist flach gedeckt, die Decke des Chors ist ein flaches Rundgewölbe. Das Mittelschiff ist von drei Seiten von Emporen umgeben.

## Ausstattung

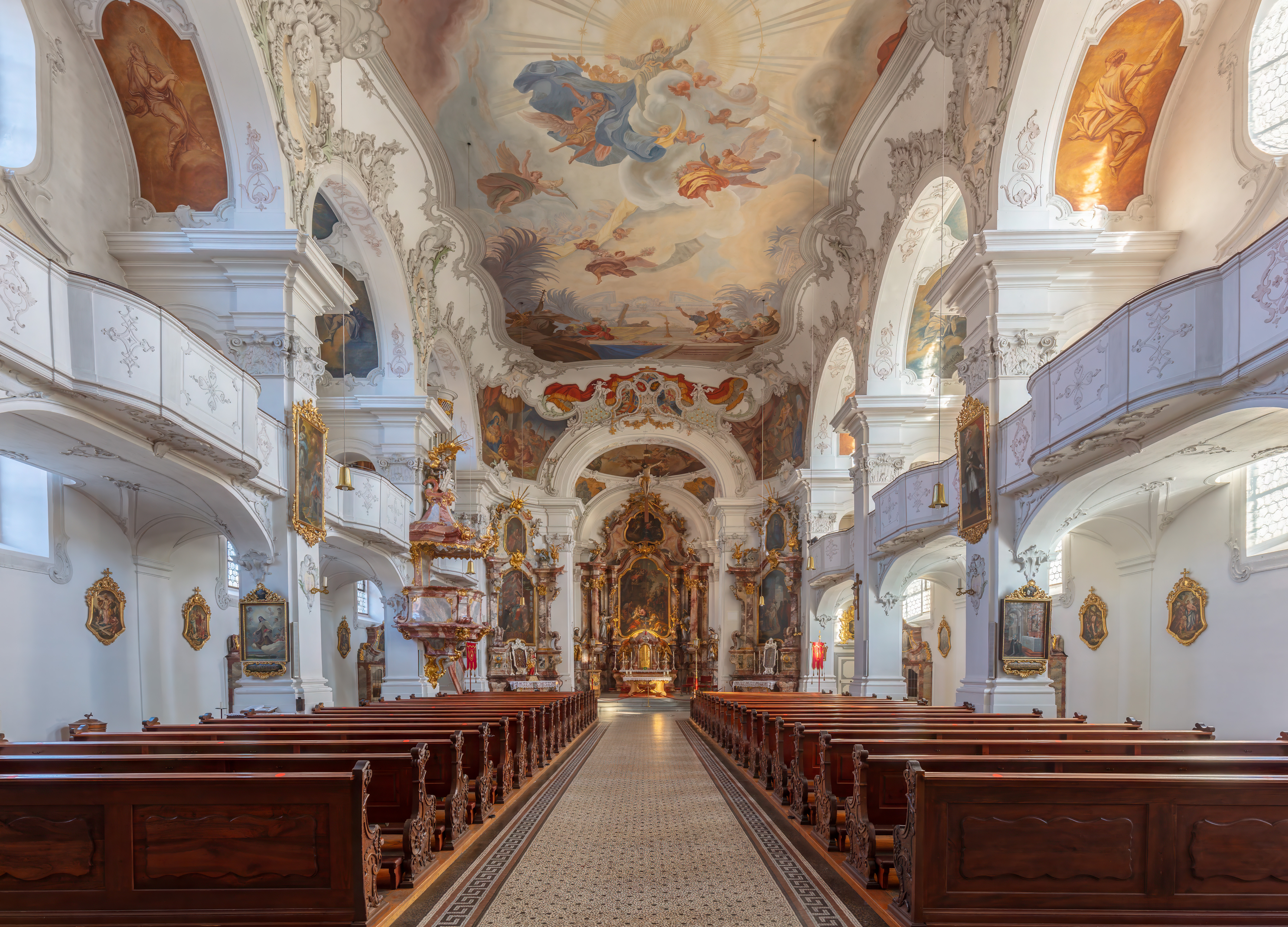
Saalbau und Altar des Münsters Unserer Lieben Frau

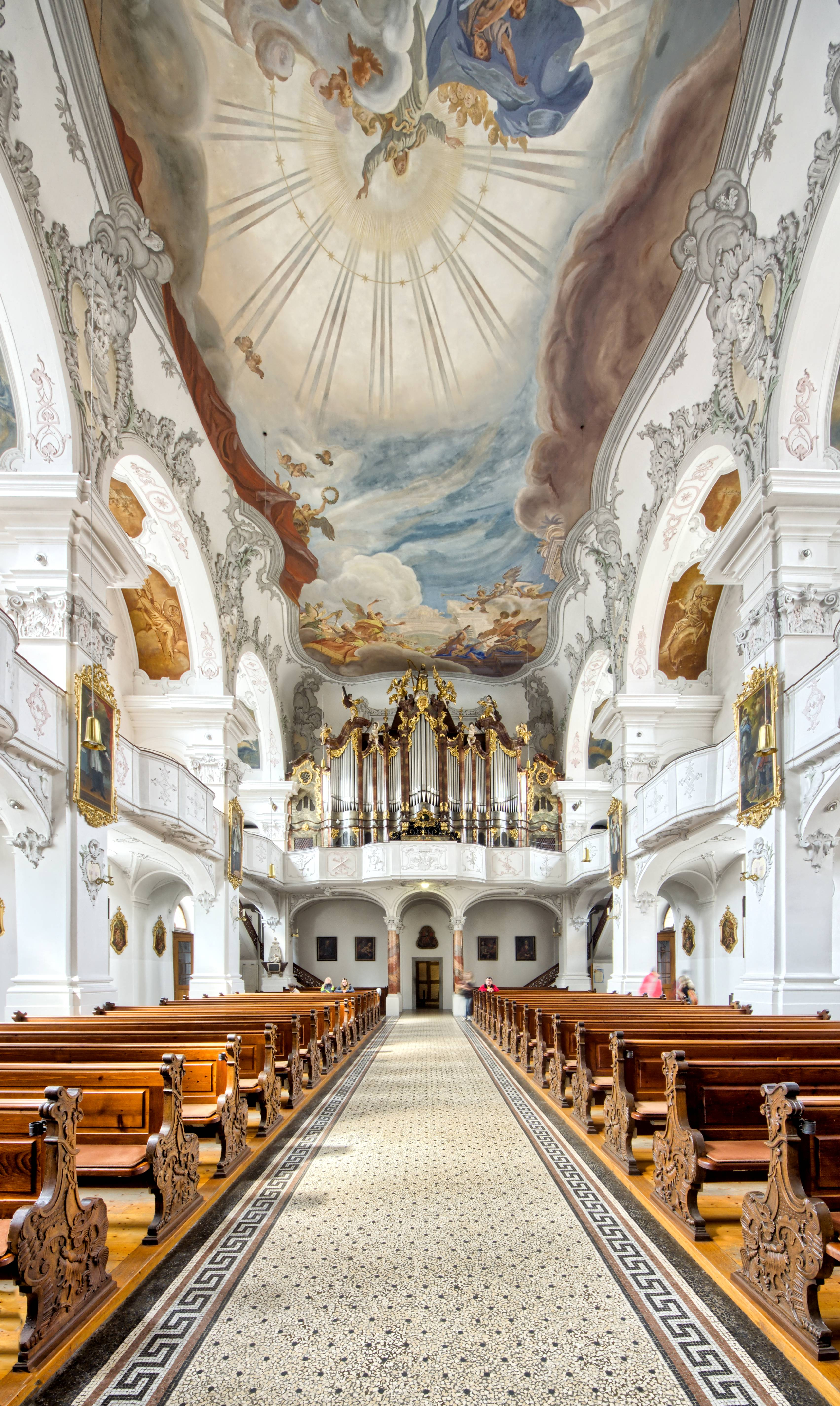
Decke und große Orgel

Die Kirche ist reich mit weißen Stuckaturen, farbigen Fresken und bewegten Schnitzereien im Stil des Rokoko geschmückt. Das Deckengemälde des Langhauses zeigt Mariä Aufnahme in den Himmel, das Altarbild des Hochaltars die Anbetung der Könige.

## Orgeln
Die Münsterkirche verfügt über zwei Orgeln: die große Orgel auf der Westempore aus dem Jahr 1926 und die Marien-Orgel aus dem Jahr 1993, die sich auf der nördlichen Seitenempore befindet. Sie sind unterschiedlich gestimmt und nicht zusammen spielbar.
Stifts- / Münsterorganist ist seit 1986 Nikolaus Schwärzler, der auch die Chöre des Münsters  leitet.
Der Bayerische Rundfunk zeichnete im Rahmen des „BR-Orgelsommers“ bereits mehrere Male Konzerte (unter anderem mit Ludger Lohmann und dem Londoner Westminster-Organisten Martin Baker) im Münster auf und sendete diese.

### Große Orgel
Die große Orgel geht zurück auf ein zweimanualiges Instrument, das 1898 von der Orgelbaufirma Steinmeyer (Oettingen) im vorhandenen, 1898 verbreitertem Rokokoprospekt von 1755 erbaut worden war. Das Instrument hatte insgesamt 30 Register auf pneumatischen Kegelladen.
Obwohl dieses Instrument beim großen Brand von 1922 weitgehend zerstört wurde, konnten 18 Register in das neue Instrument, das von 1924 bis 1926 von der Orgelbaufirma G. F. Steinmeyer & Co. (Oettingen) mit 60 Registern erbaut wurde, eingefügt werden. Der beschädigte Prospekt wurde dabei restauriert und nochmals verbreitert. Weiterhin befinden sich seither auch Pfeifen in Verlängerung der Seitenemporen, so dass das Orgelwerk sich nun über die gesamte Innenbreite der Kirche erstreckt. Die neue Steinmeyer-Orgel wurde im Jahre 1928 durch die Erbauerfirma um ein schwellbares Fernwerk mit acht Registern und einem Röhrenglockenspiel erweitert. Das Fernwerk wird vom I. Manual (Hauptwerk) aus elektrisch angespielt. Es befindet sich hinter und über dem Hochaltar, sein Klang wird durch einen Kanal drei Meter nach unten und anschließend zwei Meter waagerecht zur Schallaustrittsöffnung zwischen den beiden Bildern des Hochaltars geleitet.

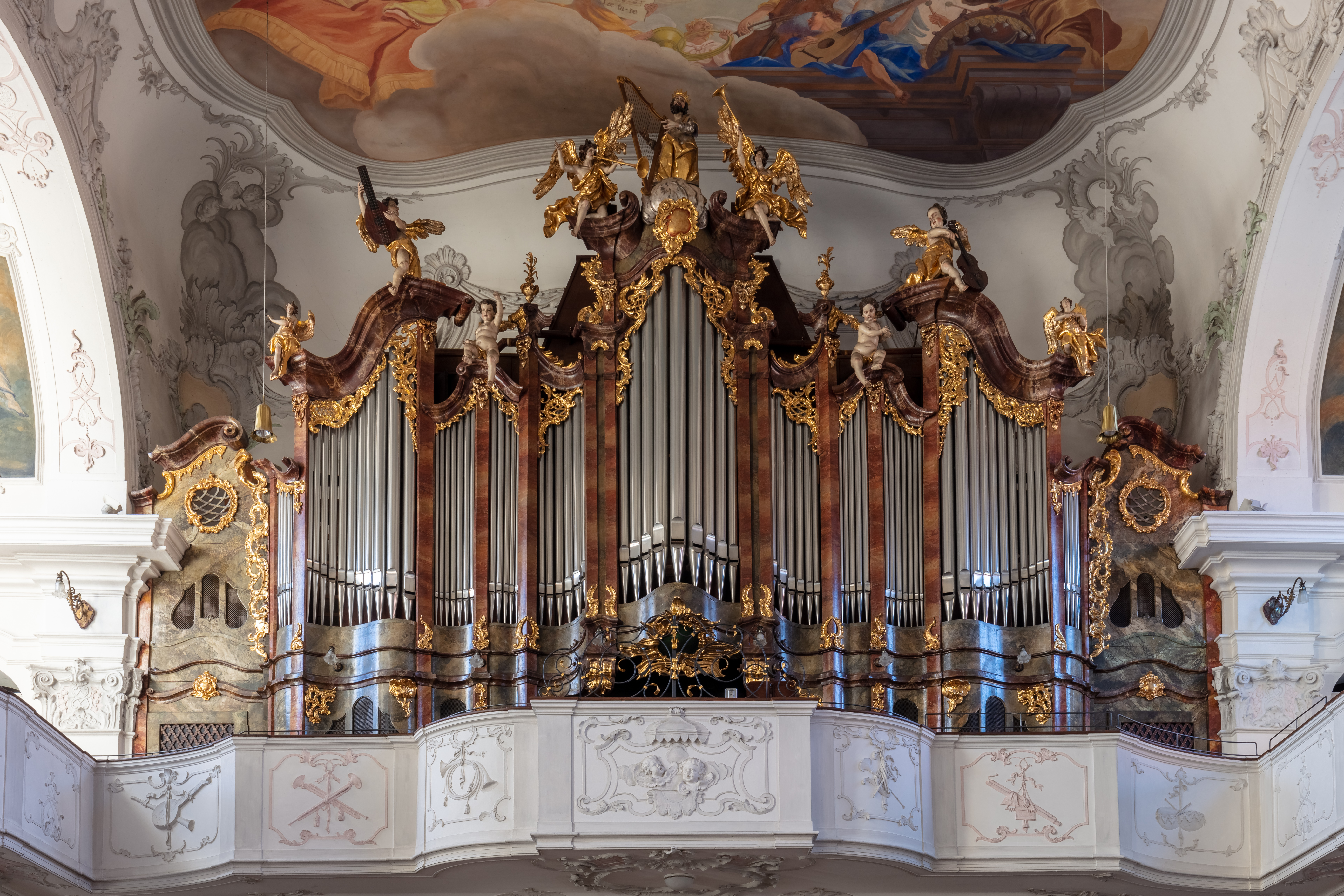
Prospekt der Hauptorgel

In den 1950er Jahren erfolgte eine Umdisponierung dreier Register im Schwellwerk.
Als die Unterseite der Decke des Mittelschiffs 1987 herabstürzte, erlitt die große Orgel dermaßene Schäden, dass erwogen wurde, sie durch ein modernes, für Musik verschiedener Stilepochen geeignetes Werk mit ca. 40 Registern, in das noch brauchbare Register der beschädigten Orgel mit eingebaut werden sollten, zu ersetzen. Man entschied sich für eine Instandsetzung, sowie zum Neubau einer zusätzlichen, für Barockmusik gut geeigneten, kleineren Orgel, der Marienorgel. Fa. Link schloss die Instandsetzung der großen Orgel, in deren Zuge auch die Änderung aus den 1950er Jahren rückgängig gemacht wurde, 1993 ab.
| I Hauptwerk C–a3 |                  |        |     |
| 01.              | Grossflöte       | 16′    | S   |
| 02.              | Principal        | 08′    | (L) |
| 03.              | Gedeckt          | 08′    | S   |
| 04.              | Flute harmonique | 08′    |     |
| 05.              | Viola di Gamba   | 08′    |     |
| 06.              | Dolce            | 08′    | S   |
| 07.              | Octav            | 04′    | S   |
| 08.              | Flöte            | 04′    | S   |
| 09.              | Rauschquinte     | 02 ⁄3′ |     |
| 10.              | Cornett III-V    | 08′    |     |
| 11.              | Mixtur IV        | 02′    |     |
| 12.              | Trompete         | 08′    |     |
| 13.              | Clairon          | 04′    |     |

| II Schwellwerk C–a3 |                           |         |     |
| 14.                 | Rohrgedeckt               | 16′     |     |
| 15.                 | Flötenprincipal           | 08′     | (L) |
| 16.                 | Rohrgedeckt (Ext. Nr. 14) | 08′     |     |
| 17.                 | Traversflöte              | 08′     |     |
| 18.                 | Viola                     | 08′     |     |
| 19.                 | Aeoline                   | 08′     | S   |
| 20.                 | Unda maris                | 08′     |     |
| 21.                 | Geigenprincipal           | 04′     | S   |
| 22.                 | Wienerflöte               | 04′     |     |
| 23.                 | Aeoline (Ext. Nr. 19)     | 04′     |     |
| 24.                 | Nasard                    | 02 ⁄3′  | S   |
| 25.                 | Flautino                  | 02′     |     |
| 26.                 | Terzflöte                 | 01 3⁄5′ | S   |
| 27.                 | Echomixtur III            | 02 ⁄3′  |     |
| 28.                 | Klarinette                | 08′     | (L) |
| 29.                 | Sanfthorn                 | 08′     | (L) |
|                     | Tremulant                 |         |     |

| III Schwellwerk C–a3 |                            |        |   |
| 30.                  | Bourdon                    | 16′    | S |
| 31.                  | Hornprincipal              | 08′    |   |
| 32.                  | Gedeckt (Ext. Nr. 30)      | 08′    |   |
| 33.                  | Hohlflöte                  | 08′    |   |
| 34.                  | Quintatön                  | 08′    |   |
| 35.                  | Fugara                     | 08′    |   |
| 36.                  | Salicional                 | 08′    |   |
| 37.                  | Vox coelestis              | 08′    | S |
| 38.                  | Prestant                   | 04′    | S |
| 39.                  | Rohrflöte                  | 04′    | S |
| 40.                  | Salizet (Ext. Nr. 36)      | 04′    |   |
| 41.                  | Waldflöte                  | 02′    |   |
| 42.                  | Grossmixtur V              | 02 ⁄3′ |   |
| 43.                  | Cimbel III                 | 01′    |   |
| 44.                  | Bombarde                   | 16′    |   |
| 45.                  | Schalmei                   | 08′    |   |
| 46.                  | Oboe                       | 08′    |   |
| 47.                  | Trompette harmonique       | 04′    |   |
| 48.                  | Vox humana                 | 08′    |   |
|                      | Tremulant                  |        |   |
|                      | Tremulant (nur für Nr. 48) |        |   |

| (I) Fernwerk C–a3 |                    |       |     |
| 49.               | Lieblich Gedeckt 0 | 16′   | (S) |
| 50.               | Alphorn            | 08′   | (S) |
| 51.               | Lieblich Gedeckt   | 08′   | (S) |
| 52.               | Spitzflöte         | 04′   | (S) |
| 53.               | Äolsharfe II       | 04′ 0 | (S) |
| 54.               | Larigot II         | 02′   | (S) |
| 55.               | Horn               | 08′   | (S) |
| 56.               | Vox humana         | 08′   | (S) |
|                   | Glocken (E-g1)     |       | (S) |
|                   | Tremulant          |       | (S) |

| Pedal C–f1 |                       |         |     |
| 57.        | Principalbass         | 16′ 0   |     |
| 58.        | Subbass               | 16′     | S   |
| 59.        | Zartbass (= Nr. 30) 0 | 16′     |     |
| 60.        | Violon                | 16′     | S   |
| 61.        | Quintbass             | 10 2⁄3′ | S   |
| 62.        | Oktavbass             | 08′     | (L) |
| 63.        | Flötbass              | 08′     | S   |
| 64.        | Violoncello           | 08′     |     |
| 65.        | Bassflöte             | 04′     | S   |
| 66.        | Contratuba            | 32′     |     |
| 67.        | Posaune               | 16′     |     |
| 68.        | Trompete              | 08′     |     |

- Koppeln:
  - Normalkoppeln:  II/I, III/I, III/II, I/P, II/P, III/P, Fernwerk/I
  - Suboktavkoppeln:  III/III, II/II, II/I, III/I, Fernwerk/I
  - Superoktavkoppeln:  III/III, II/II, II/I, III/I, III/P, Fernwerk/I
- Spielhilfen: 2 freie Kombinationen, feste Kombinationen (u. a. Tutti), mehrere Absteller, Walze
- Anmerkungen

S = historisches Register der Orgel von 1898 (Orgelbau Steinmeyer)
(S) = nachträglich ergänztes Register von 1928 (Orgelbau Steinmeyer)
(L) = Register aus dem Jahr 1993 (Orgelbau Link)
Register ohne Bezeichnung solche aus der Orgel von 1924 bis 1926

### Marienorgel

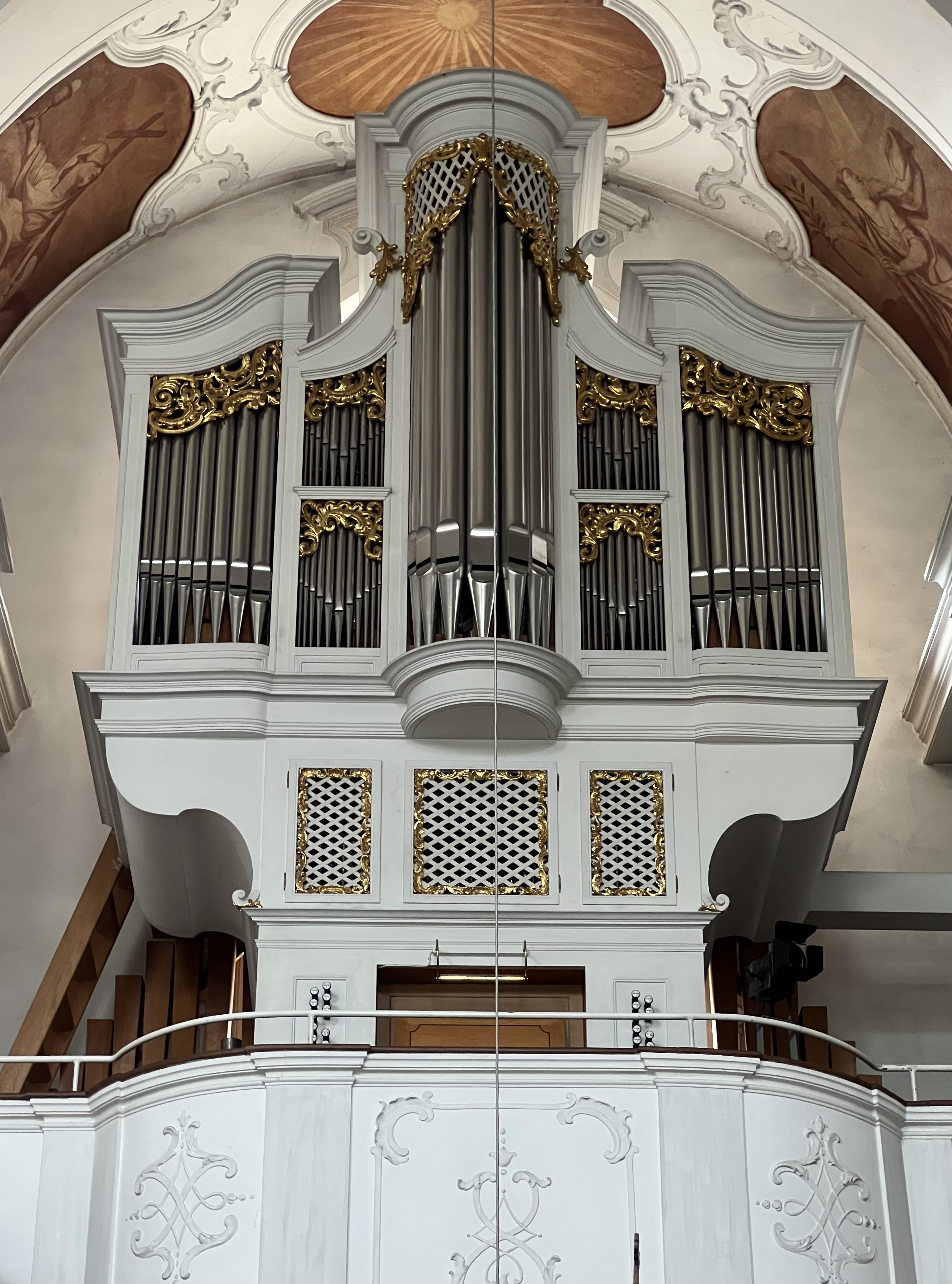
Marienorgel mit den Holzbechern der Posaune zur Linken und Rechten des Prospekts

Die Marienorgel stammt aus dem Jahr 1993 und wurde von Josef Maier (Hergensweiler) erbaut. Das Instrument hat 29 Register und eine Transmission, Schleifladen und mechanische Spiel- und Registertrakturen. Einige Register stehen auf einer separaten Windlade frei hinter dem Gehäuse. Von Maier stammt ebenfalls die 2009 erbaute Truhenorgel mit 3 Registern.
| I Hauptwerk C–f3 |                   |        |
| 01.              | Bourdon           | 16′    |
| 02.              | Principal         | 08′    |
| 03.              | Rohrflöte         | 08′    |
| 04.              | Spitzgambe        | 08′    |
| 05.              | Octave            | 04′    |
| 06.              | Spitzflöte        | 04′    |
| 07.              | Quinte            | 02 ⁄3′ |
| 08.              | Superoctave       | 02′    |
| 09.              | Mixtur IV         | 01 ⁄3′ |
| 10.              | Cornett V (ab g0) | 08′    |
| 11.              | Trompete          | 08′    |
|                  | Tremulant         |        |

| II Brustwerk C–f3 |                      |        |
| 12.               | Gedeckt (B/D)        | 8′     |
| 13.               | Quintade (bis h0)    | 8′     |
| 14.               | Salicional (ab c1) 0 | 8′     |
| 15.               | Principal            | 4′     |
| 16.               | Rohrflöte            | 4′     |
| 17.               | Nasard               | 2 ⁄3′  |
| 18.               | Octave               | 2′     |
| 19.               | Gemshorn             | 2′     |
| 20.               | Terz                 | 1 3⁄5′ |
| 21.               | Quint                | 1 ⁄3′  |
| 22.               | Scharff III          | 1′     |
| 23.               | Vox humana           | 8′     |

| Pedal C–a3 |                               |     |
| 24.        | Subbass                       | 16′ |
| 25.        | Octavbass (= Nr. 2)           | 08′ |
| 26.        | Gedecktbass                   | 08′ |
| 27.        | Choralbass                    | 04′ |
| 28.        | Posaune (Holz, volle Länge) 0 | 16′ |
| 29.        | Trompete                      | 08′ |
| 30.        | Trompete                      | 04′ |

- Koppeln: II/I, I/P, II/P

## Glocken
Im Kirchturm des Münsters hängt ein sechsstimmiges Glockengeläut aus Bronze. Vier historische Glocken, 1772 von Johann Heinrich Ernst in Lindau gegossen, werden durch zwei im Jahr 2000 gegossene Glocken der Glockengießerei Bachert aus Heilbronn ergänzt (Glocken 4 und 5).
| Glocke | Name                      | Durchmesser | Gewicht  | Schlagton |
| ------ | ------------------------- | ----------- | -------- | --------- |
| 1      | Heiliger Michael          | 1421 mm0    | 1610 kg0 | des′+3    |
| 2      | Angelusglocke             | 1127 mm0    | 795 kg   | f′-2      |
| 3      | Heilige Konrad und Gallus | 929 mm      | 436 kg   | g′+6      |
| 4      | Marienglocke              | 953 mm      | 475 kg   | as′+4     |
| 5      | Christusglocke            | 849 mm      | 333 kg   | b′±0      |
| 6      | Heilige Agatha            | 717 mm      | 223 kg   | des″+6    |